# Carlos da Cunha
Carlos da Cunha (21 de mayo de 1959) es un deportista brasileño que compitió en judo. Ganó una medalla de oro en los Juegos Panamericanos de 1979, y una medalla de oro en el Campeonato Panamericano de Judo de 1978.
Participó en los Juegos Olímpicos de Moscú 1980, donde finalizó décimo en la categoría de –78 kg.

## Palmarés internacional
| Juegos Panamericanos    | Juegos Panamericanos     | Juegos Panamericanos | Juegos Panamericanos |
| Año                     | Lugar                    | Medalla              | Categoría            |
| ----------------------- | ------------------------ | -------------------- | -------------------- |
| 1979                    | San Juan (Puerto Rico)   | Medalla de oro       | –78 kg               |
| Campeonato Panamericano |                          |                      |                      |
| Año                     | Lugar                    | Medalla              | Categoría            |
| 1978                    | Buenos Aires (Argentina) | Medalla de oro       | –78 kg               |